# ملعب أنطون مالاتينسكي
ملعب أنطون مالاتينسكي (بالسلوفاكية: Štadión Antona Malatinského)‏ هو ملعب كرة قدم يقع في ترنافا، سلوفاكيا تم إفتتاحه في 2015 ويتسع لـ 19.000 ألف متفرج وتم تسميته على إسم اللاعب السلوفاكي الراحل أنطون مالاتينسكي.